# Archaeopithecus
Archaeopithecus — вимерлий рід Notoungulate, що належить до підряду Typotheria. Він жив у середньому еоцені Аргентини.

## Опис
Ця тварина в основному відома за кількома останками черепа, включаючи майже повний череп, зуби та нижню щелепу. Порівняння з деякими його більш відомими родичами дозволяє зобразити невелику тварину, чимось схожу на гризунів, і вагою менше двох кілограмів. Морда була вищою, ніж у нотопітека, з довшим рострумом; нижня щелепа була короткою і товстою, з особливо масивним, коротким і широким симфізом нижньої щелепи.
Археопітек мав конусоподібні різці, схожі на його ікла, і трикутну форму верхніх премолярів, позбавлених гіпоконуса. Премоляри і моляри мали сильний парастиль і параконусну складку. На відміну від інших еоценових нотоунгулятів, таких як Notopithecus і Oldfieldthomasia, які мали зуби з низькими коронками, археопітеки мали зубний ряд, майже близький до гіпсодонту (з високою коронкою), з короткими діастемами між передніми зубами. Зуби Archaeopithecus демонструють важливу оклюзійну мінливість під час росту, пов’язану зі зміною розміру зубів, спричиненою зношуванням: із прогресуванням зношування зубів верхні корінні зуби стають ширшими, а нижні — широкими й короткими.